# Lamongrejo
Lamongrejo is een bestuurslaag in het regentschap Lamongan van de provincie Oost-Java, Indonesië. Lamongrejo telt 4957 inwoners (volkstelling 2010).